# Femme nue assise
Femme nue assise est un tableau réalisé par Georges Braque en 1907. Cette huile sur toile fauve représente une femme nue assise vu de trois-quarts dos. Elle est conservée au musée national d'Art moderne, à Paris.